# Reflectometría de neutrones
La reflectometría de neutrones (o también reflectometría neutrónica) es una técnica de difracción de neutrones para caracterizar la estructura de láminas delgadas, similar a las técnicas a menudo complementarias de la reflectometría de rayos X y de la elipsometría. La técnica proporciona información valiosa para una amplia variedad de aplicaciones científicas y tecnológicas, incluida la agregación química, la investigación sobre la adsorción de polímeros y sustancias tensoactivas, la estructura de sistemas magnéticos de película delgada, o las membranas biológicas entre otras áreas de interés.

## Historia
La reflectometría de neutrones surgió como un nuevo campo en la década de 1980, tras el descubrimiento de la magnetorresistencia gigante en películas multicapa acopladas antiferromagnéticamente.

## Técnica
La técnica consiste en hacer brillar un haz de collimado con un alto contenido de neutrones sobre una superficie extremadamente plana, y medir la intensidad de la radiación reflejada en función del ángulo o la longitud de onda del neutrón. La forma exacta del perfil de reflectividad proporciona información detallada sobre la estructura de la superficie, incluido el espesor, la densidad y la rugosidad de cualquier película delgada colocada sobre el sustrato.
La reflectometría de neutrones se realiza con mayor frecuencia en el modo de imagen especular, donde el ángulo del haz incidente es igual al ángulo del haz reflejado. La reflexión generalmente se describe en términos de transferencia vectorial de cantidad de movimiento, denotada como {\displaystyle q_{z}}, que describe el cambio en el momento de un neutrón después de reflejarse en el material. Convencionalmente, la dirección {\displaystyle z} se define como la dirección normal a la superficie y, para la reflexión especular, el vector de dispersión tiene solo una componente {\displaystyle z}. Un gráfico típico de reflectometría de neutrones muestra la intensidad reflejada (en relación con el haz incidente) en función del vector de dispersión:
{\displaystyle q_{z}={\frac {4\pi }{\lambda }}\sin(\theta )}
donde {\displaystyle \lambda } es la longitud de onda del neutrón y {\displaystyle \theta } es el ángulo de incidencia. El formalismo matricial de Abeles o de Parratt recursivo se puede utilizar para calcular la señal especular que surge de la interfaz.
La reflectometría fuera del campo especular da lugar a dispersión difusa e implica transferencia de momento dentro de la capa, y se utiliza para determinar correlaciones laterales dentro de las capas, como las que surgen de dominios magnéticos o de la rugosidad correlacionada en el plano.
La longitud de onda de los neutrones utilizados para medir la reflectividad suele ser del orden de 0,2 a 1 nm (2 a 10 Å). Esta técnica requiere una fuente de neutrones, que puede ser un reactor de investigación o una fuente de espalación (basada en un acelerador de partículas). Como todas las técnicas de dispersión de neutrones, la reflectometría de neutrones es sensible al contraste que surge de diferentes núcleos (en comparación con la densidad de electrones, que se mide con la dispersión de rayos X). Esto permite que la técnica diferencie entre varios isótopos de elementos. La reflectometría de neutrones mide la densidad longitud de dispersión de neutrones (SLD) y se puede utilizar para calcular con precisión la densidad del material si se conoce la composición atómica.

## Comparación con otras técnicas de reflectometría
Aunque otras técnicas de reflectometría (en particular, las reflectometrías óptica y la de rayos X) funcionan utilizando los mismos principios generales, las mediciones de neutrones son ventajosas en algunos aspectos importantes. En particular, dado que la técnica analiza el contraste nuclear, en lugar de la densidad electrónica, es más sensible para medir algunos elementos, especialmente los elementos más ligeros (como el hidrógeno, el carbono, el nitrógeno o el oxígeno). La sensibilidad a los isótopos también permite mejorar en gran medida (y selectivamente) el contraste para algunos sistemas de interés mediante sustitución isotópica, y se pueden utilizar múltiples experimentos que difieren solo por la sustitución isotópica para resolver problemas de fases, que es para lo que en general se emplean las técnicas de dispersión. Finalmente, los neutrones son muy penetrantes y normalmente no perturbadores, lo que permite una gran flexibilidad en los entornos de las muestras y el uso de materiales de muestra delicados (por ejemplo, muestras biológicas). Por el contrario, la exposición a los rayos X puede dañar algunos materiales y la luz láser puede modificar algunos materiales (por ejemplo, los fotorresistentes). Además, las técnicas ópticas pueden incluir ambigüedad debido a la anisotropía óptica (birrefringencia), que las mediciones complementarias de neutrones pueden resolver. La interferometría de polarización dual es un método óptico que proporciona resultados análogos a la reflectometría de neutrones con una resolución comparable, aunque el modelo matemático subyacente es algo más simple, es decir, solo se puede analizar un espesor (o birrefringencia) para una densidad de capa uniforme.
Las desventajas de la reflectometría de neutrones incluyen el mayor costo de la infraestructura requerida, el hecho de que algunos materiales pueden convertirse en radioactivos al exponerse al haz, y la insensibilidad al estado químico de los átomos constituyentes. Además, el flujo relativamente bajo y el fondo más alto de la técnica (en comparación con la reflectometría de rayos X) limitan el valor máximo de {\displaystyle q_{z}} que se puede sondear (y, por lo tanto, la resolución de la medición).